# Fekete Ignác (újságíró)
Fekete Ignác, született Grósz (Nagykálló, 1858. október 18. – Budapest, 1937. március 8.) ügyvéd, újságíró.

## Életpályája
Grósz Ignác és Schwarz Mária fia. Jogi tanulmányait a Pesti Királyi Tudományegyetemen végezte. 1886-ban ügyvédi irodát nyitott a fővárosban. Az 1880-as évektől hírlapírással foglalkozott. 1880-tól a Gazdasági Mérnök segédszerkesztője, 1882-től a kormánypárti Ellenőr  munkatársa, 1883-tól a Nemzet segédszerkesztője volt. A Magyarországi Hírlapírók Nyugdíjintézetének hosszú ideig titkára, majd alelnöke volt. 

## Főbb művei
- Szabadalmi jogunk reformja (Budapest, 1884)
- A szabadkőművesség története (Budapest, 1891)